# 青木紀子
青木 紀子（あおき のりこ、1985年2月27日 - ）は、日本の女性声優。アプトプロ所属。神奈川県出身。

## 人物
東京ミュージック&メディアアーツ尚美、マウスプロモーション付属俳優養成所卒業。
以前はマウスプロモーションに所属していた。
特技・趣味は旅行、写真、水泳、洋裁、フルート演奏。

## 出演

### テレビアニメ
時期不明
- ギャラクシーレーサー スキャン2ゴー

2007年
- この青空に約束を― 〜ようこそつぐみ寮へ〜（横田美希子）

2008年
- カオス;ヘッド -CHAOS;HEAD-（葉月志乃）
- 隠の王（風魔忍）

2009年
- きんきゅうしゅつどう隊 OSO（ディランのママ、ソフィ）
- コケッコーさん（ペギー）

2010年
- スター・ウォーズ/クローン・ウォーズ（シェーア）
- BLEACH（ナース）

2011年
- ファイ・ブレイン 神のパズル（ドワーフ）

2012年
- 黄昏乙女×アムネジア（木村朋子）
- ひだまりスケッチ×ハニカム（バスガイド）
- 松本零士「オズマ」（オペレーター女）
- リトルバスターズ!（2012年 - 2013年、勝沢）

2017年
- CHAOS;CHILD（葉月志乃）

### OVA
- リトルバスターズ! EX（2014年、監視役）

### ゲーム
時期不明
- 華アワセ（アイ）
- リトルバスターズ!
- EARTH WARS

2005年
- ファイアーエムブレム 蒼炎の軌跡

2007年
- この青空に約束を― -melody of the sun and sea-（横田美希子）

2008年
- 12RIVEN -the Ψcliminal of integral-
- 乃木坂春香の秘密 こすぷれ、はじめました♥
- CHAOS;HEAD（葉月志乃）
- 悠久の車輪
- クッキングママ2 たいへん!!ママはおおいそがし!（サクラ、おとこのこ）

2009年
- モンスターハンター3

2011年
- クイーンズゲイト スパイラルカオス（照竜鬼 ティノ）

### 吹き替え
- イタズラなKiss
- ヴェロニカ・マーズ（ジア・グッドマン〈クリステン・リッター〉）シーズン2
- オンエアー（キム・ジュニ）
- 気分はぐるぐる #11
- キャビン・フィーバー ペイシェント・ゼロ（ペニー）
- ゴシップガール（キラ）シーズン3
- サンシャインクリーニング
- CSI:9 科学捜査班 #13
- ジョアン オブ アーク
- スター・ウォーズ: バッド・バッチ（シェーア・ロクウェイン）
- ドレイク&ジョシュ
- 花ざかりの君たちへ
- ハンターズ グリム童話の秘宝を追え!
- BONES
- 恋愛兵法
- ロキシーハンター
- ロマンスタウン（ファン・ジュウォン〈キム・スヒョン〉）

### ドラマCD
- Yes it's me
- CHAOS;HEAD ドラマCD -The parallel bootleg-（2008年、葉月志乃）
- 白アリッッ（母親）
- 舞姫恋風伝
- VitaminX

### ボイスオーバー
- 歴史を変えたテクノロジー：車
- 歴史を変えたテクノロジー：携帯電話

### ラジオ
- マウス情報局（2007年 - 2008年、マウスプロモーションHP内[8]）